# Iresia
Iresia es un género de coleópteros adéfagos de la familia Carabidae.

## Especies
Contiene las siguientes especies:
- Iresia aureorufa W. Horn, 1909
- Iresia besckii Mannerheim, 1837
- Iresia bimaculata Klug, 1834
- Iresia binotata Klug, 1834
- Iresia boucardii Chevrolat, 1863
- Iresia egregia Chaudoir, 1860
- Iresia lacordairei Dejean, 1831
- Iresia latens Sumlin, 1994
- Iresia mniszechii Chaudoir, 1862
- Iresia opalescens Sumlin, 1999
- Iresia phaedra Sumlin, 1999
- Iresia psyche Sumlin, 1994
- Iresia pulchra Bates, 1881
- Iresia surinamensis Chaudoir, 1862